# Vicente Requeno
Vicente Requeno y Vives (4. července 1743 Calatorao, Aragonie – 16. února 1811, Tivoli) byl španělský archeolog. Když byl jezuitský řád, jehož byl členem, vypuzen ze Španělska, opustil Španělsko a usadil se v Římě, kde se zabýval obsáhlými archeologickými studiemi, zvláště numismatikou. Koncem 18. století se vrátil do Španělska, kde byl jmenován konzervátorem kabinetu mincí a zvolen členem královské akademie v Aragonu. Zemřel pak na cestě do Sicílie, kam byli Jezuité znovu vpuštěni.

## Dílo
Jeho hlavní díla, psaná španělsky a italsky, jsou:

### Publikace
- Esercizi spirituali o sieno meditazioni per tre settimane sulla necessitá, e sulla utilitá, e su i mezzi da guadagnarci il sacro Cuore di Gesù, e il suo amore, (Roma, 1804).
- Saggi sul ristabilimento dell' antica arte de' Greci, e de' Romani Pittori, Venecia, 1784, ampliado luego en dos volúmenes (Parma, Bodoni, 1787) y dedicado a José Nicolás de Azara.
- Principi, progressi, perfezione perdita, e ristabilimento dell' antigua arte di parlare da lungi in guerra, cavata da' Greci é Romani scritori, ed accomodata a' presenti bisogni della nostra milizia. Turín, 1790 (segunda edición en la misma ciudad, 1795). Fue traducida al castellano por Don Salvador Ximénez Coronado, Director del Real Observatorio Astronómico de Madrid, (Viuda de Ibarra, 1795).
  - Dílo pojednávajících o válečných znameních ve starověku
- Scoperta della Chironomia, ossia dell'arte di gestire con le mani nel Foro e nella pantomima dell teatro, Parma, 1797. Hay edición moderna del semiólogo G. R. Ricci, Palermo, 1982.
- Saggi sul ristabilimento dell' arte armonica de' Greci, e Romani Cantori, Parma, 1798, 2 vols.
- Medallas inéditas antiguas existentes en el Museo de la Real Sociedad Aragonesa: Explicadas por su Individuo Don Vicente Requeno y Vives, Académico de varias Academias, y dadas a luz con aprobación y a expensas de la misma Sociedad, Zaragoza, Mariano Miedes, 1800.
- Il Tamburu, stromento de prima necessità per regolamento delle truppe, perfezionato da don Vincenzo Requeno (Roma, 1807)
- Osservazioni sulla Chirotipografía, ossia antica arte di stampare á mano, (Roma, 1810)
  - V tomto díle Requeno dokazuje, že knihtiskařství bylo známo a provozováno již před 15. stoletím
- Esercizii spirituali o sieno meditazioni per tre settimane sulla necessità e sulla utilità e su i mezzi da guadagnarci il Sacro Cuore di Gesù, e il suo amore, Roma, 1804.

### Nepublikovaané rukopisy
- Analisi e giudizio del trattato sulla morale de' PP. della Chiesa di Giovanni Barbeirac (1802)
- DeQ morum institutione Libri III
- De arte dicendi, Libri III
- La Logica osia arte di esercitare bene tutte le operazioni dell'intendimento
- Saggio di caratteri personali degni dell'uomo in società
- Storia della Morale (Tívoli, 1807)
- Quesiti dell'accademia italiana di scienze, lettere ed arti con le loro risposte (Roma, 1804)
- Física (Tívoli, 1810)
- Principi di pensare
- Arte di ben parlare filosoficamente
- Ensayo de un examen filosófico en torno a la naturaleza, al número, y a la cualidad de los locos (Bolonia, 1782)
- Ensayos históricos para servir al restablecimiento de la música de los antiguos griegos, escritos en italiano y traducidos al castellano por su autor
- Ensayo filosófico sobre los caracteres personales dignos del hombre en sociedad
- Libro de las sensaciones humanas y de sus órganos
- Suppositzioni poco fondate degli sctittori delle antiche medaglie
- Della civile e temporale giurisdizione esercitata dai Romani Pontifici
- Lettere 20 di Don Vincenzo Requeno a Monsignor N. N. sull' Opera della Caritá attuale scritta dal Sig. Ab. Bolgeni.